# Psi Capricorni
Psi Capricorni (ψ Capricorni, förkortat Psi Cap, ψ Cap) som är stjärnans Bayerbeteckning, är en ensam stjärna belägen i den södra delen av stjärnbilden Stenbocken. Den har en skenbar magnitud på 4,13 och är synlig för blotta ögat där ljusföroreningar ej förekommer. Baserat på parallaxmätning inom Hipparcosuppdraget på ca 68,1 mas, beräknas den befinna sig på ett avstånd av ca 48 ljusår (ca 15 parsek) från solen.

## Egenskaper
Psi Capricorni är en gul till vit stjärna i huvudserien av spektralklass F5 V. Den har en radie som är ca 50 procent större än solens och utsänder från dess fotosfär ca 3 gånger mera energi än solen vid en effektiv temperatur på ca 6 630 K.
Den uppmätta rotationshastigheten hos Psi Capricorni är ca 41 km/s (solen har en ekvatoriell rotationshastighet på 2 km/s). Analyser av linjeprofilen för stjärnans spektrum tyder på att den har en differentiell rotation, med variationen av latitud som liknar solen.